# Sibirisk lämmel
Sibirisk lämmel (Lemmus sibiricus) är en gnagare i underfamiljen sorkar.

## Utseende
Den sibiriska lämmeln har brunaktig päls som är ljusare på buksidan. Vuxna djur har en rödaktig fläck vid svansroten. Kroppen är kort och kraftig med trubbig nos, små ögon och öron (de sistnämnda täcks helt av pälsen) och en mycket liten svans. Längden är mellan 13 och 18 cm, vikten mellan 45 och 130 g. Hanen är något större än honan.

## Utbredning
Lämmeln finns på tundran i norra Sibirien från Vita havet till Kolyma, samt på öarna utanför kusten. Den närbesläktade arten brun lämmel, som ibland räknas som en underart, finns i Alaska och norra Kanada

## Beteende
Den sibiriska lämmeln lever solitärt och hävdar revir utom under parningstiden. Den lever främst i gångar grävda under jorden eller i snötäcket. De kan vandra omkring, men deltar inte i några massvandringar som fjällämmeln.

### Föda
Lämmeln lever främst på färska eller frusna gräs, halvgräs och mossor (utom vitmossor). På sommaren, om marken på tundran är för våt, livnär den sig främst på blad från enhjärtbladiga växter. Lämmeln äter i omgångar mer eller mindre dygnet runt, för att kompensera för födans låga näringsinnehåll.

### Fortplantning
Litet är känt om den sibiriska lämmelns fortplantning. Den blir könsmogen mycket tidigt, vanligtvis vid 5 till 6 veckors ålder, även om uppgifter finns att den kan bli det redan vid 3 veckor vissa år. Honan är dräktig i 3 veckor, och föder 2 till 13 ungar, fler under sommaren än under vintern.